# Myorhinini
Myorhinini es una tribu de insectos coleópteros curculiónidos pertenecientes a la subfamilia Entiminae.  

## Géneros
- Anathresa – Aneremnodes – Apsis – Bicodes – Echinocnemodes – Ephimerostylus – Epipolaionyx – Eremnodes – Eudraces – Goniorhinus – Haptomerus – Holorygma – Lecanophora – Malosomus – Nastomma – Neobicodes – Opseorhinus – Parepeigorrhinus – Pareremnodes – Parhaptomerus – Siereorrhynchus – Stereorhynchus – Subhaptomerus – Sympiezorhynchus – Umzila – Zeugorygma